# Dafne (Schütz)
Die Dafne (1627) su un libretto di Martin Opitz (sopravvissuto) e la musica di Heinrich Schütz (perduta), è stata tradizionalmente considerata la prima opera tedesca, anche se più di recente è stato suggerito che si trattasse in realtà di un dramma parlato con inseriti numeri di canzoni e balletto inseriti.

## Storia

### Sviluppo
Opitz era già amico di Schütz e in tutto scrisse dodici testi di madrigali tedeschi per lui. Nel 1625 e nel 1626 Opitz visitò la corte di Dresda, per lavorare con Schütz su una Sing-Comoedie basata sul modello della Dafne di Jacopo Peri. Opitz riscrisse il libretto basandosi su Rinuccini, traducendolo in versi alessandrini e il suo libretto fu così apprezzato che fu successivamente adattato in italiano da successivi librettisti italiani. Opitz e Schütz "furono probabilmente attratti dal contenuto religioso dell'opera, piuttosto che dalla mitologia puramente pagana di Dafne o Euridice. Anche il segretario elettorale alla corte sassone, Johann Seusse, esercitò la sua influenza sul progetto.

### Première
L'opera è stata presentata in anteprima nella sala per banchetti del castello Hartenfels vicino a Torgau, in Sassonia, durante il matrimonio della principessa Sofia Eleonora di Sassonia e Giorgio II d'Assia-Darmstadt il 13 aprile 1627. Ma l'opera ricevette poca attenzione nel mezzo di altre attività durante la cerimonia, tra cui combattimenti di orsi il 7 e 10 aprile e una caccia al lupo il 9 aprile.

### Perdita e ricostruzione
La partitura di Schütz dell'opera andò perduta durante la guerra dei trent'anni. Tuttavia il musicologo tedesco Reinhard Seehafer riuscì a ricostruirla nel 2007.

## Trama
L'opera è divisa in un prologo e cinque atti.

### Prologo
Ovidio esprime in sette stanze di sei versi il potere dell'amore.

### Atto I
I pastori sono terrorizzati da un mostro in campagna. Apollo arriva e uccide il mostro tra la gioia e la celebrazione dei pastori.

### Atto II
Cupido e sua madre sono impegnati in aspri dialoghi prima di essere interrotti dall'ingresso di Apollo. Apollo prende in giro Cupido e Cupido giura vendetta. Un coro di pastori canta le glorie di Cupido.

### Atto III
Cupido si vendica facendo innamorare Apollo di Dafne. I pastori lodano i benefici della caccia.

### Atto IV
Cupido celebra il suo trionfo con Venere. I pastori cantano d'amore.

### Atto V
Apollo insegue Daphne fino a quando ella non invoca l'aiuto di suo padre Peneus. Peneus trasforma Dafne in un albero di alloro, concedendo eternamente le sue foglie ai poeti. Pastori e ninfe danzano attorno all'albero.

## Rivalutazione accademica moderna
Sebbene da tempo indiscussa come "la prima opera tedesca", la sua esecuzione non diede il via a una tradizione degna di nota in Germania, e Wolfram Steude (1991) suggerì la controversa proposta che Dafne fosse in realtà un dramma parlato con numeri di canzoni e balletti inseriti. Di conseguenza, pubblicazioni recenti come l'ultima edizione del New Grove Dictionary of Opera sono più caute nell'attribuzione della pretesa "prima opera tedesca".

## Altre opere drammatiche di Schütz
Sono perdute anche altri due drammi cantati su larga scala di Schütz:
- Orpheus und Eurydike (Dresda, 1638)[7] — un balletto basato sul mito di Orfeo ed Euridice, con libretto di August Buchner.[7][8]
- Paris und Helena Sing-Ballet in cinque atti su libretto di David Schirmer. Per il doppio matrimonio a Dresda dei fratelli Maurizio, Duca di Sassonia-Zeitz and Cristiano I, Duca di Sassonia-Merseburg.

## Altre prime opere liriche
- Origini dell'opera
- Seelewig (1644) di Sigmund Staden, prima opera tedesca sopravvissuta
- Pomone (1671) di Robert Cambert, prima opera francese (perduta)
- Venus and Adonis (1683) di John Blow, prima vera opera in lingua inglese.